# Die Versuchung des Padre Amaro
Die Versuchung des Padre Amaro (El crimen del padre Amaro) ist ein mexikanisches Filmdrama aus dem Jahr 2002. Die Literaturverfilmung basiert auf dem 1875 erschienenen Roman Das Verbrechen des Paters Amaro von José Maria Eça de Queiroz. Mit der Veröffentlichung gab es wütende Proteste der mexikanischen katholischen Kirche, da es die Korrumpierung eines zunächst anständigen Jungpfarrers durch die Kirche darstellt. Entgegen seiner Verdammung durch die Kirche wurde es zum bis dahin größten Kassenerfolg eines einheimischen Films in Mexiko.

## Handlung
Padre Amaro ist ein junger, frisch geweihter Priester und auf dem Weg zu einem kleinen mexikanischen Ort, in dem er tätig werden soll. Unterwegs wird der Bus von Banditen überfallen; Padre Amaro gibt danach einem armen alten Mann seinen Mantel, damit dieser nicht friere. Als Assistent des altansässigen Padre Diaz entgeht ihm nicht, dass dieser zahlreiche katholische Dogmen nicht nachlebt.
Nicht nur, dass Padre Diaz eine Beziehung mit einer Haushälterin hat, er nimmt auch finanzielle Unterstützung von der Drogenmafia entgegen. Mit der Zeit lässt sich der junge Amaro in dieses Gefüge hineinziehen, zumal er der schönen Amelia verfällt und mit ihr eine Beziehung beginnt. Als sie schwanger wird, fürchtet er um seinen Posten und drängt sie zur Abtreibung. Dabei kommt sie ums Leben, was er nach Kräften vertuscht. Zum Schluss begegnet ihm der Alte wieder, dem er den Mantel geliehen hat; sein Auftauchen erinnert das Publikum, welche Korrumpierung Padre Amaro inzwischen durchlaufen hat.

## Skandal und Erfolg in Mexiko
Dem Film liegt die Überarbeitung eines Romans von José Maria Eça de Queirós aus dem Jahre 1875 zugrunde, der in Portugal spielt. Der Produzent des Films, Alfredo Ripstein, wollte das Buch bereits 1970 verfilmen, musste aber das Vorhaben wegen der damals strengen Zensur aufgeben. Die Bischofskonferenz verurteilte den Film als „Beleidigung des religiösen Glaubens von Katholiken.“ Wer ihn sich ansehe, begehe eine Sünde. Allerdings verzichtete die Kirche auf Protestumzüge. Eine ultrakatholische Organisation drohte mit Bomben; Familienangehörige des Regisseurs wandten sich von ihm ab. Als einzige Rücksichtnahme wurde der Kinostart auf die Zeit nach einem Besuch des Papstes in Mexiko verschoben. Der Film lief im August 2002 mit der unüblich hohen Zahl von weit über 300 Kopien an und führte zu einem Ansturm des Publikums auf die Kinosäle. Padre Amaro erzielte einen neuen mexikanischen Einspielrekord von 14 Millionen US-Dollar. Regisseur Carlos Carrera vermutete, dass die kirchlichen Proteste eine kontraproduktive Wirkung entfaltet haben. Er erklärte, die Vermischung der katholischen Kirche mit dem mexikanischen Staat anklagen zu wollen; sein Angriff richte sich gegen die Kirche und nicht gegen die Religion. Dass der Film letztlich nicht verhindert werden konnte, galt vielen Mexikanern als Zeichen, dass ihr Land in eine neue Ära eingetreten sei. Das Kulturministerium und das nationale Filminstitut waren sogar mit 360'000 am Gesamtbudget von 1,8 Millionen US-Dollar beteiligt.

## Kritiken
Über Rotten Tomatoes gaben über 10.000 Nutzer Bewertungen zum Film ab. Im Schnitt wurde der Film zu 74 % positiv bewertet.
In Deutschland kam Padre Amaro im Mai 2003 in die Kinos. Manche deutsche Kritiker fühlten sich an Die Dornenvögel erinnert, zumal der deutsche Verleihtitel das crimen, das Verbrechen des Originaltitels in eine Versuchung verwandelt. Vergleiche mit den antiklerikalen Werken von Luis Buñuel fielen zuungunsten von Padre Amaro aus.
- epd Film meint in einer gemischten Kritik: „Die Versuchung des Padre Amaro ist direkt und einfach inszeniert, ein wenig wie eine (…) Telenovela. Mal Melodram, mal Satire, bleibt es bis zum Ende spannend.“[13]
- Die Süddeutsche Zeitung attestiert dem Film in einer verhalten positiven Beurteilung eine „behutsame Regie und vor allem eine unheimliche Präsenz der Schauspieler.“ Dass der Film bei seiner Mission nicht bloß moralisch werde, liege an der Romanvorlage, die „härter, böser, satirischer“ sei als der Film, der sich in Richtung Melodram bewege.[7]
- Die Frankfurter Rundschau lässt am Film kein gutes Haar; er nähme die Kritik an einer machtversessenen Kirche gar nicht ernst und delektiere sich stattdessen an Luxus, plakativer Armut, geheuchelter Befreiungstheologie, einer skandalösen Beziehung und an Blasphemien. Unglaubwürdig sei Amelias rasche Wandlung von der frommen Keuschen zur Sünderin, als sie dem Padre in die Augen gesehen hat, und die Liebesgeschichte passe auch nicht zum seelenlosen Karrieristen Amaro. Der „Sündenfall“ der Produktion bestehe „in der Heiligsprechung seiner banalen filmischen Mittel.“[9]
- Die Welt unterlässt in ihrer Filmbesprechung eine klare Stellungnahme.[6]
- Die taz sieht den Film in der Nähe einer Seifenoper: „Wenn Religiosität und der Ruf kirchlicher Würdenträger so leichtfertig und boulevardtragödienhaft verspielt werden können, war es um sie wahrscheinlich schon im Vorfeld nicht gut bestellt. Dann kann aber auch die Fallhöhe für die Provokation nicht allzu hoch gewesen sein.“[12]
- Das Hamburger Abendblatt ist vom Publikumserfolg in Mexiko überrascht, da der Film an jüngere mexikanische Produktionen, wie Amores perros und Y tu mamá también, beide auch mit Gael García Bernal, künstlerisch nicht herankomme. Er sei „eindimensional und ohne Gespür für die komplexen Widersprüchlichkeiten der Figuren und ihrer Lebenskonzepte. In wenig eindrucksvollen Bildern fotografiert, ist er schlicht langweilig.“[14]

## Auszeichnungen
- Mexikanischer Filmpreis Ariel in neun Kategorien, darunter Bester Film und Beste Regie
- Nominiert für den spanischen Filmpreis Goya als bester spanischsprachiger ausländischer Film
- Nominiert für den Oscar für den besten fremdsprachigen Film